# براد كلارك
براد كلارك هو سياسي كندي، ولد في 1960 في هاميلتون في كندا. حزبياً، نشط في حزب أونتاريو المحافظ التقدمي. وقد انتخب عضو برلمان مقاطعة أونتاريو.